# Antonio Magnoni
Antonio Magnoni (* 13. Juni 1919 in Nonantola in der Provinz Modena, Italien; † 18. März 2007) war Titularerzbischof von Boseta und Apostolischer Nuntius von Ägypten.
Antonio Magnoni empfing am 11. April 1943 die Priesterweihe. 1980 wurde er von Johannes Paul II. zum Apostolischen Pro-Nuntius von Neuseeland und Fidschi bestellt sowie zum Titularbischof von Boseta ernannt. 1989 wurde er Apostolischer Pro-Nuntius von Ägypten. 1995 wurde seinem Rücktrittsgesuch von Johannes Paul II. stattgegeben.